# Ron Reagan
Ronald Prescott Reagan (* 20. května 1958 Los Angeles) je bývalý americký rozhlasový moderátor a politický analytik rádia KIRO a později rádia Air America, kde moderoval vlastní denní tříhodinovou show. Pracuje jako komentátor a přispěvatel do programů kabelových zpravodajských a komentátorských sítích MSNBC. Jeho liberální názory kontrastují s názory jeho zesnulého otce, republikánského prezidenta Spojených států Ronalda Reagana.